# Tour of Mersin
Tour of Mersin – wieloetapowy wyścig kolarski rozgrywany corocznie wokół tureckiego miasta Mersin.
Pierwsza edycja wyścigu odbyła się w 2015. Od początku istnienia wyścig jest częścią UCI Europe Tour z kategorią 2.2. Impreza nie była rozgrywana w latach 2020–2023.

## Zwycięzcy
Opracowano na podstawie:
| Rok                      | Pierwsze           | Drugie             | Trzecie             |
| ------------------------ | ------------------ | ------------------ | ------------------- |
| 2015                     | Ołeksandr Poływoda | Witalij Buc        | Mychajło Kononenko  |
| 2016                     | Nazim Bakırcı      | Ike Groen          | Stefan Christow     |
| 2017                     | Stanisłau Bażkou   | Eduard Worganow    | Galym Akhmetov      |
| 2018                     | Eduard Worganow    | Stanimir Cholakov  | Nicolás Tivani      |
| 2019                     | Peter Koning       | Branisłau Samojłau | Halil İbrahim Doğan |
| 2020-2023 nie rozgrywano |                    |                    |                     |
| 2024                     | Marcin Budziński   | Oliver Mattheis    | Dawit Yemane        |
| 2025                     | Stefan de Bod      | Lennert Teugels    | Mathias Bregnhøj    |